# Rock Steady (album)
A Rock Steady a No Doubt együttes ötödik stúdióalbuma. A 12 számhoz 4 videóklipet forgattak. A 2001-es albumnak két sikeres kislemeze van, mellyel Grammy-díjat is nyertek: Hey Baby és az Underneath It All. Ezen az albumon new wawe hangzást már reggae és dance stílus is tarkítja.
Az Underneath It All című dal felcsendül az 50 első randi című, 2004-es film betétdalaként a Running című dal pedig a Sabrina, a tiniboszorkány betétdala.
Videóklip a Hella Good, a Hey Baby, a Running és az Underneath It All című dalokhoz készült.

## Az album dalai
| #  | Cím                              | Dalszövegíró                                           | Producer(ek)                               | Hossz |
| -- | -------------------------------- | ------------------------------------------------------ | ------------------------------------------ | ----- |
| 1  | Intro                            | –                                                      | –                                          | 0:27  |
| 2  | Hella Good                       | Gwen Stefani, Pharrell Williams, Chad Hugo, Tony Kanal | Nellee Hooper, The Neptunes, No Doubt      | 4:02  |
| 3  | Hey Baby featuring Bounty Killer | Stefani, Kanal, Tom Dumont, Rodney Price               | No Doubt, Sly & Robbie, Mark "Spike" Stent | 3:27  |
| 4  | Making Out                       | Stefani, Kanal, Dumont                                 | No Doubt, William Orbit                    | 4:15  |
| 5  | Underneath It All feat. Lady Saw | Stefani, David A. Stewart                              | No Doubt, Sly & Robbie, Stent              | 5:02  |
| 6  | Detective                        | Stefani, Kanal, Dumont                                 | Hooper, No Doubt                           | 2:54  |
| 7  | Don't Let Me Down                | Stefani, Kanal, Dumont                                 | No Doubt, Ric Ocasek, Stent                | 4:08  |
| 8  | Start the Fire                   | Stefani, Kanal, Dumont                                 | No Doubt, Steely & Clevie                  | 4:12  |
| 9  | Running                          | Stefani, Kanal                                         | Hooper, No Doubt                           | 4:02  |
| 10 | In My Head                       | Stefani, Kanal, Dumont                                 | Hooper, No Doubt                           | 3:25  |
| 11 | Platinum Blonde Life             | Stefani, Kanal, Dumont                                 | No Doubt, Ocasek, Stent                    | 3:28  |
| 12 | Waiting Room                     | Prince, Stefani, Kanal, Dumont                         | No Doubt, Prince, Stent                    | 4:27  |
| 13 | Rock Steady                      | Stefani, Kanal                                         | Hooper, No Doubt                           | 5:24  |

2 dalos bónusz CD
1. Underneath It All (live) – 3:44
2. Just a Girl (live) – 3:32
3. Underneath It All (videóklip)

4 dalos bónusz CD
1. Hey Baby featuring OutKast and Killer Mike (dirty version) – 4:10
2. Hey Baby (The Homeboy Mix) – 3:50
3. Hella Good (Roger's Release Yourself Mix) – 7:16
4. Ex-Girlfriend (The Psycho Ex Mix) – 7:42
5. Hey Baby (videóklip)
6. Hella Good (videóklip)
7. Underneath It All (videóklip)

## Közreműködők
- Tom Dumont – gitár
- Tony Kanal – basszusgitár
- Adrian Young – ütőhangszer, dob
- Gwen Stefani – vokál